# Сентиментальна цінність
«Сентиментальна цінність» (норв. Affeksjonsverdi) — норвезький трагікомедійний художній фільм 2025 року, зрежисований Йоакімом Трієром і створений у копродукції з 6 європейськими країнами. Головні ролі виконали Ренате Реінсве, Стеллан Скашгорд і Ель Феннінг.
Прем'єра відбулась 21 травня 2025 року в основній конкурсній програмі 78-го Каннського кінофестивалю, де він був вкрай високо сприйнятий критиками з виокремленням «найкращих ролей у кар'єрах Ренате Реінсве та Стеллана Скашгорда», та нагороджений гран-прі (друге місце фестивалю).

## Сюжет
Дія відбувається в Осло. Родину сестер Нори та Агнес ще в дитинстві залишив батько, прославлений кінорежисер Густав Берг. Через багато років він, напівзабутий у кінематографічному середовищі, з'являється в житті доньок після смерті їхньої матері, з масштабним частково автобіографічним сценарієм, реалізувати який він бажає в будинку, де зростали сестри.
Головну роль, базовану на власній матері, що покінчила життя самогубством, Густав задумав для старшої доньки, акторки Нори. Вона відмовляється брати участь у фільмі батька, так і не вибачивши його за ці роки. Тоді Густав затверджує замість доньки американську кінозірку Рейчел Кемп…

## У ролях
- Ренате Реінсве — Нора Берг, акторка
- Стеллан Скашгорд — Густав Берг, кінорежисер
- Ель Феннінг — Рейчел Кемп, акторка
- Інга Ібсдоттер Ліллеас — Агнес Борг Петтерсен
- Кетрін Коен — Ніккі
- Андерс Даніельсен Лі — Якоб
- Лєна Ендре — Інгрід
- Єспер Крістенсен — Мікаель
- Бйорн Александер — Стіан
- Корі Майкл Сміт

## Створення
Після успіху попереднього фільму Йоакіма Трієра «Найгірша людина в світі» режисер відчув, що життя рухається надто швидко — він став батьком двох дітей і почав задумуватись про теми родинного возз'єднання, «як спадкове горе мандрує будинком і родиною». Це й стало відправною точкою для створення сценарію до «Сентиментальної цінності».
Першою затвердженою акторкою, навколо якої писався персонаж Нори, була Ренате Реінсве. Про Стеллана Скашгорда, який вперше грав у Трієра, режисер казав:
|  | Стеллан — один із великих нордичних акторів усіх часів, і, оскільки Густав — трошки складний батько, мені потрібен був і складний актор, з розумом, з різкістю, яка може вколоти та зробити боляче, але й з теплом для створення тривимірного персонажа. |

Знімальний процес пройшов із серпня по листопад 2024 року в Осло та частково у Франції. Будинок Бергів, у якому відбуваються основні події фільму, належить норвезькій рок-зірці Ларсу Лілло-Стенбергу. Обираючи локацію, творці передивились близько 400 будинків.

## Сприйняття

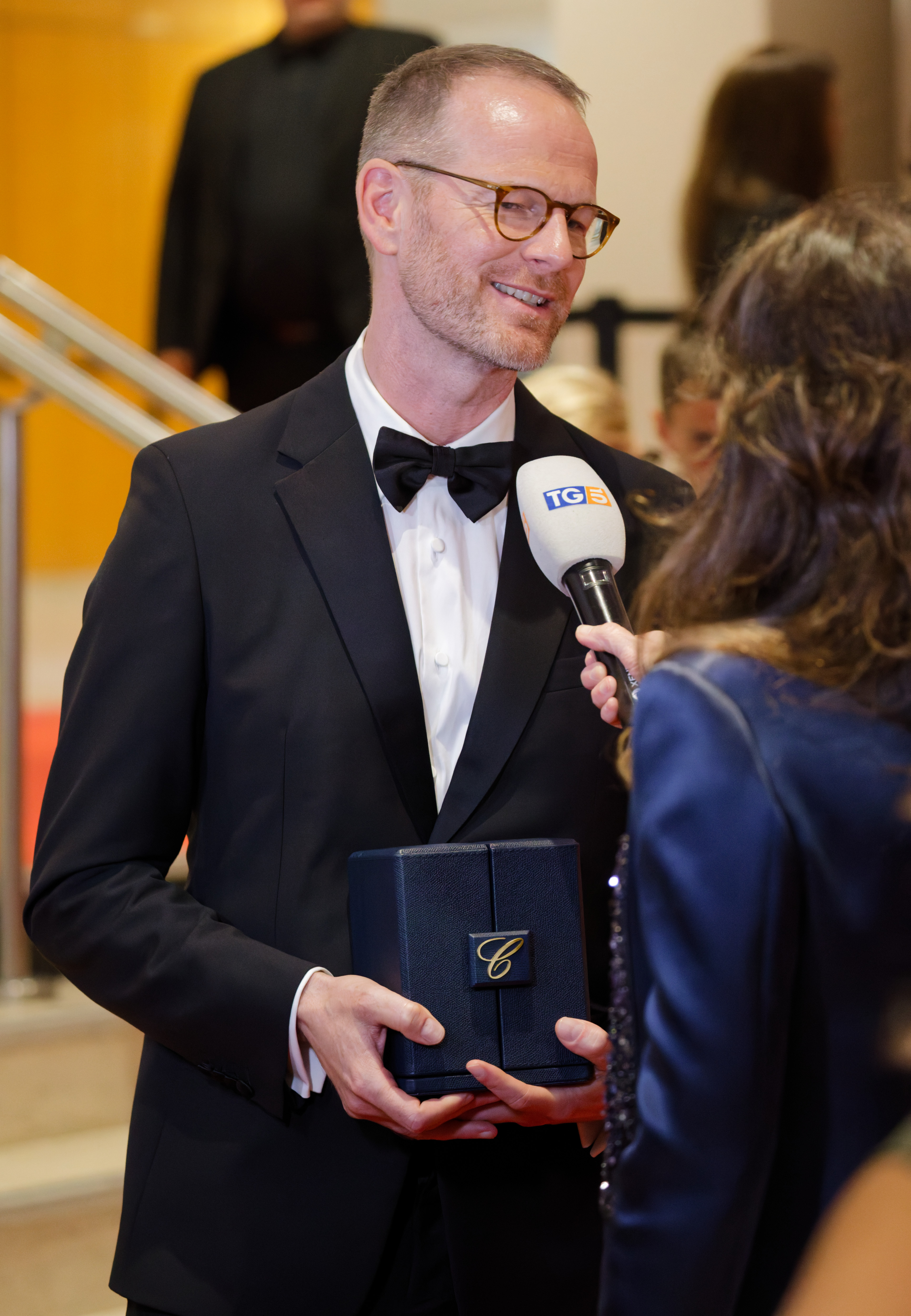
Йоакім Трієр з виграним гран-прі Каннського кінофестивалю, травень 2025 року

Після завершення каннського показу аудиторія аплодувала стоячи 19 хвилин — це була одна з найдовших овацій в історії фестивалю. За підсумковим вердиктом критиків, присутніх на фестивалі, фільм отримав середній бал 2.7 з 4 можливих. За результатами фестивалю фільм був нагороджений гран-прі (друге місце).
«Сентиментальна цінність» викликала захват критики, низка з яких назвала фільм «шедевром». «Найкраще, що я бачила в Каннах цього року — фільм, який повільно руйнує глядача емоційно, ніжно розкриваючи вкрай складні відносини батька та доньки» — писала оглядачка The Daily Beast Естер Цукерман.
Окремими рецензованими аспектами фільму були акторські роботи Ренате Реінсве та Стеллана Скашгорда. «Ймовірно, найскладніша роль у кар'єрі Ренате Реінсве, яка потребувала від неї цілого емоційного діапазону» — писав Девід Кенфілд (Vanity Fair), додавши, що фільм створили фактично двоє акторів — Реінсве та Скашгорд. Аналогічну думку висловив Енді Гейзел (Indiewire), охрестивши роботу Скашгорда «найпотужнішою та найскладнішою» в його житті.
Сам Йоакім Трієр так казав про свій фільм: «Я вдячний [за позитивні відгуки] і трохи втомлений, але в першу чергу відчуваю полегшення. … Це був емоційний, особистий фільм». Натепер рейтинг «Сентиментальної цінності» на Metacritic — 88 %, на Rotten Tomatoes — 96 %.